# آفي باخنهايمر
آفي باخنهايمر (بالإنجليزية: Avi Bachenheimer)‏ هو لغوي، ومؤرخ، وأستاذ جامعي و مستشرق أسترالي، ولد في 26 مارس 1985. باخنهايمر اختص بعلم الآثار وخصوصا آثار بلاد فارس. يدرس في جامعة كامبريدج في علم الآثار.

## التعليم
تعلم في جامعة ويسترن أستراليا وجامعة كامبريدج وانهى دراسته عام 2017م وكانت الدكتوراه حول مقبرة داريوس الثالث الغير مكتملة.

## مولفاته
- غوبيكلي تيبي- 2017 Gobekli Tepe: An Introduction to the World's Oldest Temple. Birdwood Press.[6]
- أزمة رهائن إيران-2017 Entering the Eagle's Nest: A First Hand Account of 1979 Take-Over of the U.S. Embassy in Tehran[7]
- حركة جانجل في جيلان-2017 The Jangali Movement and the Soviet Socialist Republic of Gilan.[8]
- التاريخ الأخميني-2017 The Achaemenids and the Iconography of the Audience Scene[9]
- الراج البريطاني-2018 A Critique from the Left: Shashi Tharoor, Inglorious Empire and What the British did to India. Harper Collins.[10]
- التاريخ الأخميني-2018 The Unfinished Tomb of Darius III: Structure, Reliefs and Environs.[11]
- لسانيات-2018 On Chomsky: Philosophy of Mind and Language.[12]
- اللغويات الأخمينية-2018 Old Persian: Dictionary, Glossary and Concordance. Wiley Publishers.[13]
- التاريخ الأخميني-2018 A Catharsis from the Mundane Historiography of the Achaemenid Empire.[14]
- علم الآثار-2019 Project Vashna: Comprehensive Database of Iranian Archaeological Sites.[15]